# Манучар I Джакелі
Манучар I Джакелі (груз. მანუჩარ I ჯაყელი; 1452 — після 1518) — атабег Самцхе (Месхетії) у 1515—1518 роках.

## Життєпис
Молодший син атабега Кваркваре II. Про молоді роки обмаль відомостей. 1515 року змусив брата Мзечабука (або той добровільно) піти до монастиря, після чого не допустив до влади небожа Кваркваре, захопивши трон.
Продовжив політику попередника, засновану на дотримання вірності Османській імперії. Це спричинило конфлікт з Багратом III. царем Імеретії, оскільки через Самцхе османські загони вдиралися до його країни.
1518 року невіб Кваркваре з перськими загонами, отриманими від шаха Ісмаїла I, виступив проти Манучара I. Той зазнав поразки й втік до султана Селіма I, який в свою чергу надав тому військо. Але у битві біля Ерзурума Манучар зазнав поразки й втік до Стамбула. Подальша доля невідома.